# Werner Hahmann
Werner Hahmann (* 1. Dezember 1883 in Chemnitz; † 15. September 1977 in Berlin; vollständiger Name: Werner Franz Hahmann) war ein deutscher Maler, Grafiker und Architekt, der vor allen Dingen durch seine Radierungen und die Karikaturen für die Zeitschrift Kladderadatsch bekannt wurde.

## Leben
Werner Hahmann studierte zunächst Architektur an der Gewerbeakademie Chemnitz und erhielt seine weitere künstlerische Ausbildung an den Kunstakademien von Dresden, München und Paris. Er wurde Mitglied des Corps Thuringia Dresden. Seine Radierungen oder Zeichnung mit genre- oder satirischen Darstellungen entnahm er gerne dem Pariser Sujet oder später dem sozialen Leben Berlins beziehungsweise der politischen Landschaft Deutschlands. Hamann stellte seine Pariser Szenen auf den Chemnitzer Ausstellungen 1910, 1912 und 1918, im Rahmen der Dresdener Aquarellausstellungen 1913 beteiligte er sich mit Aquarellen, mit Zeichnungen bei den graphischen Ausstellungen in Hamburg ebenfalls 1913 und der Ausstellung für das Buchgewerbe in Leipzig 1914.
Werner Hahmann war seit 1914 als Mitarbeiter der Kladderadatsch bekannt, veröffentlichte aber auch Karikaturen in der Magdeburgischen Zeitung, die seine Werke gesammelt herausbrachte. Hahmann lebte in Berlin und arbeitete dort zunächst als Privatdozent und später als Professor an der Technischen Hochschule. Auch als Illustrator betätigte er sich, so steuerte er beispielsweise für einen Märchenband Thea von Harbous mehrere Textillustrationen bei.

## Rezeption
Einige seiner Karikaturen wurden als Bildquellen populär, wie zum Beispiel Auf dem Abrüstungsbahnsteig, eine Karikatur im Kladderadatsch vom 20. Juni 1926.

## Werk
- Karikaturen aus der Magdeburgischen Zeitung. Eine Auswahl aus den bedeutendsten Karikaturen, die seit Anfang 1924 in der Magdeburgischen Zeitung erschienen sind. Die Zeichnungen und das Titelblatt sind Arbeiten des bekannten Karikaturisten Werner Hahmann. Verlag der Faberschen Buchdruckerei, Magdeburg ca. 1925.
- Rhein und Ruhr. Ein Kampfalbum des Kladderadatsch. Mit 50 eingedruckten, zum Teil farbigen Zeichnungen von Arthur Johnson, Werner Hahmann, Hans Lindloff. Berlin o. J.